# Leuthère
Leuthère ou Leutherius est un prélat d'origine franque du milieu du VIIe siècle. Il est évêque de Winchester, dans le royaume anglo-saxon du Wessex, entre 670 et 676.

## Biographie
Leuthère est originaire de la région de Soissons, en Neustrie. Son nom, une variante de Clotaire, suggère qu'il est apparenté à la dynastie des Mérovingiens. Il est le neveu d'Agilbert, qui occupe la charge épiscopale du peuple des Ouest-Saxons dans les années 650 avant de devenir évêque de Paris vers le milieu des années 660.
En 670, le roi Cenwalh rentre en contact avec Agilbert pour lui proposer de redevenir évêque des Ouest-Saxons, un siège vacant depuis l'exil de Wine quelques années auparavant. Agilbert décline l'offre et lui envoie son neveu Leuthère à la place. Ce dernier est sacré par l'archevêque Théodore de Cantorbéry la même année.
L'épiscopat de Leuthère dure environ cinq ans. Durant cette période, il assiste au concile de Hertford en 672 et témoigne sur la charte de fondation de l'abbaye de Malmesbury en 675. C'est peut-être lui qui a ordonné prêtre Aldhelm, le premier abbé de Malmesbury. Son successeur Hædde porte le titre d'évêque sur cette charte, ce qui pourrait impliquer qu'ils ont partagé la charge épiscopale pendant un temps.